# Der Mann, der Glück brachte
Der Mann, der Glück brachte ist ein Buch von Jürg Federspiel. Es erschien erstmals 1966 im Piper Verlag.

## Inhalt
Der Mann, der Glück brachte ist eine Sammlung von sieben Kurzgeschichten.

### Das gelobte Dorf
Die Geschichte besteht aus zwei Handlungssträngen: Einer spielt zur Zeit der Schlacht von Austerlitz, in dem ein fliehender Husar den zugefrorenen Bodensee überquert und Unterschlupf bei Bauern sucht, um nach Barangain zu gelangen, welches aber nicht mehr existiert. Der andere Handlungsstrang spielt im Frankreich während der deutschen Besatzung. Der Jude Wyler versucht mit seiner Tochter aus Paris zu fliehen und die Schweizer Grenze zu erreichen, wird dabei aber von der Polizei ertappt.

### Der Mann, der Glück brachte
Der Häftling Herbert Rarstan wird als Der Mann, der Glück brachte, kurz DMDGB bezeichnet. Mitgefangene rätseln über seinen merkwürdigen Spitznamen und diskutieren darüber, was Glück ist. Kurz vor Weihnachten kann Rarstan ausbrechen.

### In den Wäldern des Herzens
Baldach ist ein studierter Architekt und leidenschaftlicher Photograph. Sein Traum war es, etwas auf der Welt zurückzulassen. Als er Franz Strau aus einem zugefrorenen Weiher befreit, bekommt er eine Lebensrettermedaille. Baldachs Beerdigung verläuft sehr schlicht, als es aber darum geht Baldach die Lebensrettermedaille auf den Sarg zu legen, entbrennt ein Streit. Es stellt sich heraus, dass er ihn selbst provoziert hat.

### Der Überlebende
Ein alter Herr, de Raffenried, sitzt in der Badewanne und bittet eine Frau, Agnes, ihm im Badezimmer vorzulesen. Dabei erinnert er sich an einen Schiffsuntergang, den er als Kapitän miterlebt hat.

### Der Dynamitero
Die Geschichte handelt von Guyan, einem Bombenleger im Spanischen Bürgerkrieg. Dieser lebt nun als Wilderer und Kaninchenzüchter in der Schweiz. Als auf einer Wanderung sich ein Schüler in einer Sprengbombe verheddert, bittet der Lehrer ihn um Hilfe.

### Die Nachbarn
In einem langweiligen Schweizer Dorf verläuft im Postamt alles genau nach Plan. Währenddessen holt ein amerikanischer Journalist, der zu Gast ist, jeden Tag sein Telegramm ab. Es handelt von einem Mord in der Bronx und steht in schroffem Kontrast zum Alltag der Dorfbewohner.

### Die Wespen
Bei einem literarischen Wettbewerb schreibt ein Teilnehmer eine spannende Geschichte über eine Gruppe von Wanderern, von denen einer nach einem Wespenangriff stirbt. Das Publikum ist begeistert.

### Ausgaben
- Jürg Federspiel: Der Mann, der Glück brachte. Piper, München 1966 (Erstausgabe)
- broschierte Ausgabe 1996, ISBN 978-3518373910